# Alessandro Cortini

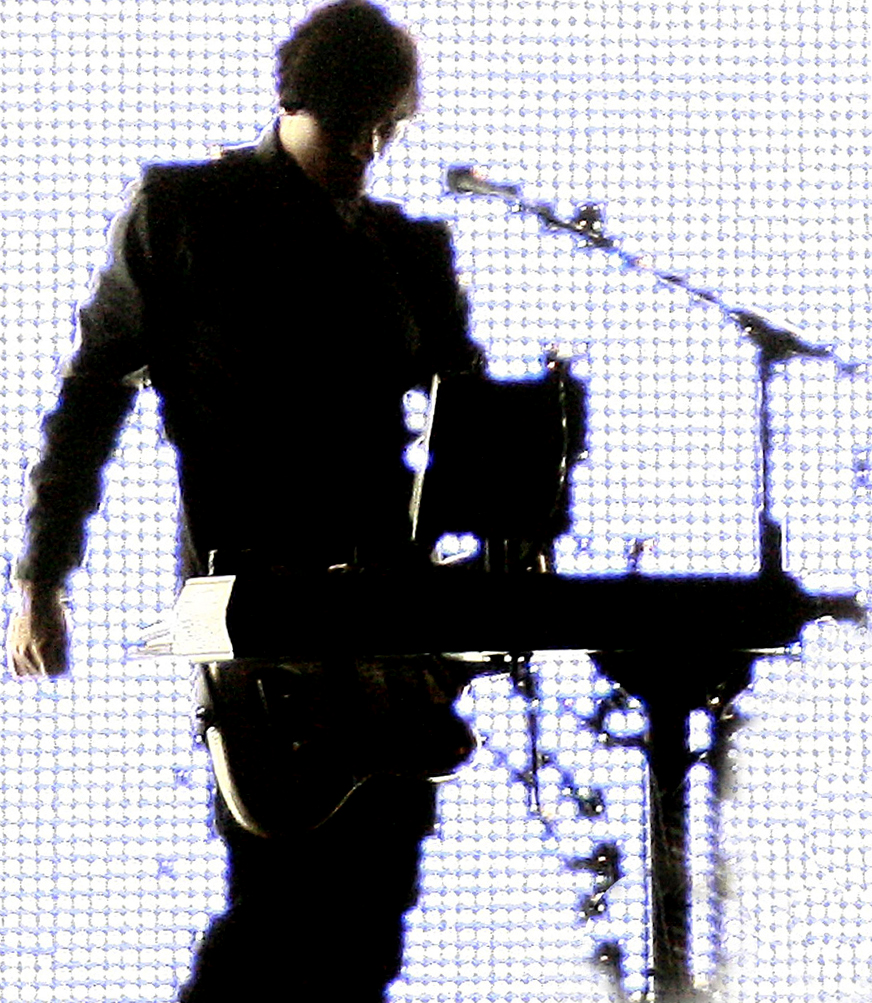
Alessandro Cortini vid en konsert med Nine Inch Nails i september 2007

Alessandro Cortini, född 24 maj 1976, är en italiensk musiker, som är mest känd som keyboardspelare i Nine Inch Nails. Cortini är frontman för Los Angeles-bandet Modwheelmood som han startade 1998 med Pelle Hillström.

## Bakgrund
Cortini flyttade från Italien till USA för att studera gitarr på Musicians Institute. När han avlagt examen slutade han nästan helt med gitarren och bestämde sig att fokusera på synth och keyboard istället. Under 2001-2002 var Cortini gitarrist för They Mayfield Four för att stödja deras album Second Skin. Under denna tiden var han även tillfälligt lärare på Musicians Institute. Det var under denna tid han fick reda på att Nine Inch Nails hade audition. Bandets frontman Trent Reznor sade direkt att Alessandro Cortini skulle passa in perfekt.
Cortini turnerade med Nine Inch Nails liveband under 2005 till 2007, under bandets "With Teeth"- och "Performance 2007"-turnéer.
Under 2007 fortsatte Cortini turnera med Nine Inch Nails för att stödja bandets skiva Year Zero som släpptes samma år. Reznor ville ändra bandets sättning och upplöste livebandet. Cortini deltog i skapandet av albumet Ghosts I-IV med Trent Reznor, Adrian Belew och Atticus Ross med flera. Cortini kommer att delta i Nine Inch Nails 2008 Nordamerika-turné (Lights In the Sky).
Cortini är också frontmannen i Los Angeles-bandet Modwheelmood som han leder med den svenska gitarristen Pelle Hillström (tidigare Abandoned Pools)tillsammans har de släppt två EP. Under 2007 släppte de skivan Things Will Change, ett remixalbum av låtarna på Enemies & Immigrants. De har sedan dess släppt ytterligare två EP, Pearls to Pigs, vol. 1 (2007) och Pearls to Pigs, Vol. 2 (2008). De har dessutom gjort en remix av The Great Destroyer (Nine Inch Nails) den finns på Nine Inch Nails remixskiva Year Zero Remixed.

## Diskografi
Modwheelmood
- 2003: ? (EP, 2003)
- 2006: Enemies & Immigrants (EP, released May 2006)
- 2007: Things Will Change (The companion remix disc to Enemies & Immigrants, released digitally in October 2007.)
- 2007: Pearls to Pigs, Vol. 1 (EP, släpptes 25 december 2007)
- 2008: Pearls to Pigs, Vol. 2 (EP, släpptes 26 February, 2008)
- 2008: Pearls to Pigs, Vol. 3

Remixes
- 2007: "The Great Destroyer" av Nine Inch Nails on Year Zero Remixed

Nine Inch Nails
- 2007: Beside You in Time (live DVD/HD DVD/Blu-ray, 2007)
- 2008: Ghosts I-IV
- 2008: The Slip

Ladytron
- 2008: Velocifero (Collaboration & Production. Album, June, 2008)
- 2008: Ghosts single (modwheelmood remix, May, 2008)

Yoav
- 2008: Adore Adore (modwheelmood remix, 2008)
- 2008: Beautiful Lie (modwheelmood remix 2008)